# Wukirsawit
Wukirsawit is een bestuurslaag in het regentschap Karanganyar van de provincie Midden-Java, Indonesië. Wukirsawit telt 5389 inwoners (volkstelling 2010).